# Shota Matsuhashi
Shota Matsuhashi (松橋 章太, Matsuhashi Shota) est un footballeur japonais né le 3 août 1982.